# OR52I1
OR52I1 (англ. Olfactory receptor family 52 subfamily I member 1) – білок, який кодується однойменним геном, розташованим у людей на короткому плечі 11-ї хромосоми. Довжина поліпептидного ланцюга білка становить 324 амінокислот, а молекулярна маса — 35 386.
| 10         |  | 20         |  | 30         |  | 40         |  | 50         |
| ---------- |  | ---------- |  | ---------- |  | ---------- |  | ---------- |
| MLGPAYNHTM |  | ETPASFLLVG |  | IPGLQSSHLW |  | LAISLSAMYI |  | TALLGNTLIV |
| TAIWMDSTRH |  | EPMYCFLCVL |  | AAVDIVMASS |  | VVPKMVSIFC |  | SGDSSISFSA |
| CFTQMFFVHL |  | ATAVETGLLL |  | TMAFDRYVAI |  | CKPLHYKRIL |  | TPQVMLGMSM |
| AVTIRAVTFM |  | TPLSWMMNHL |  | PFCGSNVVVH |  | SYCKHIALAR |  | LACADPVPSS |
| LYSLIGSSLM |  | VGSDVAFIAA |  | SYILILRAVF |  | DLSSKTAQLK |  | ALSTCGSHVG |
| VMALYYLPGM |  | ASIYAAWLGQ |  | DIVPLHTQVL |  | LADLYVIIPA |  | TLNPIIYGMR |
| TKQLLEGIWS |  | YLMHFLFDHS |  | NLGS       |  |            |  |            |

A: Аланін

C: Цистеїн

D: Аспарагінова кислота

E: Глутамінова кислота

F: Фенілаланін

G: Гліцин

H: Гістидин

I: Ізолейцин

K: Лізин

L: Лейцин

M: Метіонін

N: Аспарагін

P: Пролін

Q: Глутамін

R: Аргінін

S: Серин

T: Треонін

V: Валін

W: Триптофан

Кодований геном білок за функціями належить до рецепторів, g-білокспряжених рецепторів, білків внутрішньоклітинного сигналінгу. 
Локалізований у клітинній мембрані.